# هيو أ. باتلر
هيو أ. باتلر هو مهندس ومهندس مدني وسياسي أمريكي، ولد في 28 فبراير 1878 في ميسوري فالي في الولايات المتحدة، وتوفي في 1 يوليو 1954 في بيثيسدا في الولايات المتحدة. نشط حزبياً في الحزب الجمهوري.

## مناصب
- انتخب عضو مجلس الشيوخ الأمريكي [الإنجليزية]‏ عن دائرة Nebraska Class 1 senate seat ‏ وقد انضم خلال فترته النيابية [الإنجليزية]‏ (3 يناير 1953 – 1 يوليو 1954) للكتلة البرلمانية الحزب الجمهوري.
- انتخب عضو مجلس الشيوخ الأمريكي [الإنجليزية]‏ عن دائرة Nebraska Class 1 senate seat ‏ وقد انضم خلال فترته النيابية [الإنجليزية]‏ (3 يناير 1951 – 3 يناير 1953) للكتلة البرلمانية الحزب الجمهوري.
- انتخب عضو مجلس الشيوخ الأمريكي [الإنجليزية]‏ عن دائرة Nebraska Class 1 senate seat ‏ وقد انضم خلال فترته النيابية [الإنجليزية]‏ (3 يناير 1949 – 3 يناير 1951) للكتلة البرلمانية الحزب الجمهوري.
- انتخب عضو مجلس الشيوخ الأمريكي [الإنجليزية]‏ عن دائرة Nebraska Class 1 senate seat ‏ وقد انضم خلال فترته النيابية [الإنجليزية]‏ (3 يناير 1947 – 3 يناير 1949) للكتلة البرلمانية الحزب الجمهوري.
- انتخب عضو مجلس الشيوخ الأمريكي [الإنجليزية]‏ عن دائرة Nebraska Class 1 senate seat ‏ وقد انضم خلال فترته النيابية [الإنجليزية]‏ (3 يناير 1945 – 3 يناير 1947) للكتلة البرلمانية الحزب الجمهوري.
- انتخب عضو مجلس الشيوخ الأمريكي [الإنجليزية]‏ عن دائرة Nebraska Class 1 senate seat ‏ وقد انضم خلال فترته النيابية [الإنجليزية]‏ (3 يناير 1943 – 3 يناير 1945) للكتلة البرلمانية الحزب الجمهوري.
- انتخب عضو مجلس الشيوخ الأمريكي [الإنجليزية]‏ عن دائرة Nebraska Class 1 senate seat ‏ وقد انضم خلال فترته النيابية [الإنجليزية]‏ (3 يناير 1941 – 3 يناير 1943) للكتلة البرلمانية الحزب الجمهوري.
- انتخب عضو  [لغات أخرى]‏.
- انتخب عضو المجلس المحلي [الإنجليزية]‏ (1908 – 1913).
- انتخب عضو مجلس الشيوخ الأمريكي [الإنجليزية]‏ (3 يناير 1941 – 1 يوليو 1954).